# بان متعدد الأوجه
بان متعدد الأوجه (الاسم العلمي: Moringa polygona) هو نوع نباتي يتبع جنس البان من الفصيلة البانية.  